# Vlčí Jámy (vojenský újezd Boletice)
Vlčí Jámy jsou zaniklá osada v okrese Prachatice na území vojenského újezdu Boletice. Nachází se jihovýchodně od Křišťanova, v nadmořské výšce 960 metrů.

## Název
Název vesnice je odvozen od polohy v blízkosti jam, do kterých se v době jejího vzniku chytali vlci. V historických pramenech se objevuje v německých tvarech Wolfsgrub a Wolfshäuser. Tvar Wolfshäuser vznikl zkrácením slova Wolfsgrubenhäuser (domy u vlčí jámy).

## Historie

Vlčí Jámy na národnostní mapě soudního okresu Chvalšiny k roku 1930

První písemná zmínka o vesnici pochází z roku 1841. Podle jejího půdorysu šlo o rozptýlenou ves.
Osada byla součástí obce Křišťanov v soudním okrese Chvalšiny. Před druhou světovou válkou převládalo v osadě německé obyvatelstvo, k roku 1930 zde žilo v 13 domech 71 obyvatel, z nichž všichni byli Němci. Po druhé světové válce osada zanikla v důsledku založení vojenského újezdu Boletice.

## Obyvatelstvo
|           | 1869 | 1880 | 1890 | 1900 | 1910 | 1921 | 1930 |
| --------- | ---- | ---- | ---- | ---- | ---- | ---- | ---- |
| Obyvatelé | 110  | 94   | 75   | 59   | 66   | 64   | 71   |
| Domy      | 11   | 11   | 11   | 11   | 11   | 11   | 13   |